# Allemagne au Concours Eurovision de la chanson 1967
L'Allemagne a participé au Concours Eurovision de la chanson 1967 le 8 avril à Vienne, en Autriche. C'est la 12e participation allemande au Concours Eurovision de la chanson.
Le pays est représenté par la chanteuse Inge Brück et la chanson Anouschka, sélectionnées en interne par la NDR.

## Sélection interne
Le radiodiffuseur allemand Norddeutscher Rundfunk (NDR, « Radiodiffusion de l'Allemagne du Nord »), choisit l'artiste et la chanson en interne pour représenter Allemagne au Concours Eurovision de la chanson 1967.
| Artiste    | Chanson   | Traduction |
| ---------- | --------- | ---------- |
| Inge Brück | Anouschka | –          |

Lors de cette sélection, c'est la chanson Anouschka interprétée par Inge Brück qui fut choisie. Le chef d'orchestre sélectionné pour l'Allemagne à l'Eurovision 1967 est Hans Blum.

## À l'Eurovision
Chaque pays a un jury de dix personnes. Chaque juré attribue un point à sa chanson préférée.

### Points attribués par l'Allemagne
| 4 points | Irlande     |
| 3 points | Royaume-Uni |
| 2 points | France      |
| 1 point  | Belgique    |

### Points attribués à l'Allemagne
| 10 points | 9 points | 8 points | 7 points | 6 points                                                                 |
| --------- | -------- | -------- | -------- | ------------------------------------------------------------------------ |
|           |          |          |          |                                                                          |
| 5 points  | 4 points | 3 points | 2 points | 1 point                                                                  |
|           |          |          |          | - Belgique - Irlande - Italie - Norvège - Portugal - Royaume-Uni - Suède |

Inge Brück interprète Anouschka en neuvième position lors de la soirée du concours, suivant la Finlande et précédant la Belgique.
Au terme du vote final, l'Allemagne termine 8e — à égalité avec la Suède et la Yougoslavie — sur les 17 pays participants, ayant reçu 7 points,.